# I-Fly
I-Fly (En ruso: Ай-Флай) es una aerolínea chárter rusa basada en Aeropuerto Internacional de Moscú-Vnukovo. La aerolínea tiene permiso para realizar vuelos chárter nacionales e internacionales, este permiso fue aprobado en el año 2009, el mismo año en el que se fundó la compañía. Tuvo su primer vuelo en diciembre de 2009. Todos los servicios de la aerolínea son mediados por la compañía de viajes TEZ Tour, la cual anteriormente operaba con Atlant-Soyuz Airlines.

## Historia
La aerolínea es propiedad de TEZ Tour, una exitosa compañía de viajes rusa, la cual fundó la aerolínea con aviones que pertenecían a Shar Airlines, la cual se encontraba en liquidación. La aerolínea operaba en un principio con aviones de fabricación soviética, un Tupolev Tu-154B2, un Tupolev Tu-134A3 y dos Yakovlev Yak-40. En 2010 se sustituyeron  por 4 Boeing 757 provenientes de la recién extinta KrasAir. 
En 2010 la aerolínea anuncio la compra de 5 Boeing 767-300ER y 2 Boeing 737-900, para aumentar sus capacidades a rutas de largas distancias que requieran un número mayor de pasajeros.

## Flota
La flota de la aerolínea está compuesta por las siguientes aeronaves (junio de 2021):
| Airbus A330-200 | 5 | — | Y311/Y341 |  |  |  |
| Airbus A330-300 | 3 | — |           |  |  |  |
| Boeing 737-900  | — | 2 |           |  |  |  |
| Total           | 8 | 2 |           |  |  |  |

La flota de la aerolínea posee a junio de 2021 una edad media de 15.7 años.